# Cryptographis nitidalis
Cryptographis nitidalis là một loài bướm đêm trong họ Crambidae.